# Idunn (personaggio)
Idunn è un personaggio dei fumetti pubblicati dalla Marvel Comics. Nei miti germanici è la figlia di Freyja, dea della fertilità, ed è la custode delle mele d'oro che donano agli Asgardiani la loro longevità, nonché ancella della moglie di Odino; è sposata con Bragi, dio della poesia e della dialettica.

## Biografia del personaggio
Alla sua prima apparizione, Idunn, è attaccata dal lupo Fenris che vuole rubarle le mele d'oro, ma viene salvata da Haaken il cacciatore. Dopo la distruzione del Valhalla, Odino la cede ai giganti Fafnir e Fasolt in cambio della ricostruzione del regno. Loki, tuttavia, avverte Odino che non lascerà la ragazza in mano ai due giganti e supportato da Thor e Freyr cerca di liberarla. Alla minaccia, da parte di Loki, di scatenare il Ragnarok i due giganti cedono ma solo in cambio dell'anello del Nibelungo. L'anello, recuperato da Thor e compagni, viene ceduto ai due e la ragazza viene liberata. In seguito, durante un complotto per assediare Asgard, Loki e Tyr rubano le mele d'oro per nutrire Jormungand, il serpente di Midgard. Mentre Thor cerca i frutti rubati, Balder e i Tre guerrieri liberano Idunn. Dopo questa avventura la ragazza, accompagnata dai Tre Guerrieri, parte alla ricerca del padre. Ritorna su Asgard durante il funerale di Thor, al fianco di Freyja e Gea con le quali condividerà il regno della cittadella celeste.

## Poteri e abilità
Idunn ha tutti gli attributi tipici degli dei Asgardiani: forza, resistenza, e velocità sovrumane. Come custode delle mele d'oro è inoltre dotata di poteri mistici.